# Gladsaxe
Gladsaxe é um município da Dinamarca, localizado na região oriental, no condado de Copenhaga.
O município tem uma área de 25 km² e uma população de 61 867 habitantes, segundo o censo de 2003.